# إن واي بي دي بلو
إن واي بي دي بلو (بالإنجليزية: NYPD Blue)‏ هو مسلسل جريمة تم إنتاجه في الولايات المتحدة. بدأ عرضه في سنة 1993 على هيئة الإذاعة الأمريكية. بلغ عدد مواسم المسلسل 12 موسما، بلغ عدد حلقاته 261 حلقة، وتبلغ مدة الحلقة الواحدة 49 دقيقة. تم بث المسلسل لأول مرة بتاريخ 21 سبتمبر 1993 بينما تم بث آخر حلقة منه بتاريخ 1 مارس 2005 بعد أن استمر لقرابة 12 عاما. من بطولة ديفيد كاروسو، إيمي برينمان، شارون لورانس، جيمي سميتس، كيم ديلاني، اندريا طومسون، هنري سيمونز وشارلوت روس. فاز المسلسل بعدة جوائز.

## الجوائز
- جائزة الإيمي برايم تايم لأفضل مسلسل دراما
- جائزة نقابة ممثلي الشاشة للأداء المبهر للطاقم عن فئة المسلسلات الدرامية
- جائزة إدغار
- جائزة بيبودي

## روابط خارجية
- إن واي بي دي بلو على موقع IMDb (الإنجليزية)
- إن واي بي دي بلو على موقع ميتاكريتيك (الإنجليزية)
- إن واي بي دي بلو على موقع الموسوعة البريطانية (الإنجليزية)
- إن واي بي دي بلو على موقع روتن توميتوز (الإنجليزية)
- إن واي بي دي بلو على موقع أول موفي (الإنجليزية)
- إن واي بي دي بلو على موقع فيلمافينيتي (الإسبانية)
- إن واي بي دي بلو على موقع كينوبويسك (الروسية)
- إن واي بي دي بلو على موقع ألو سيني (الفرنسية)
- إن واي بي دي بلو على موقع قاعدة بيانات الفيلم (الإنجليزية)